# Regel von de L’Hospital
Mit der Regel von de L’Hospital (gesprochen [lopi'tal]) lassen sich Grenzwerte von Quotienten zweier gegen Null konvergierender oder bestimmt divergierender Funktionen mithilfe der ersten Ableitungen dieser Funktionen berechnen. Eine analoge Aussage für Folgen anstatt von Funktionen ist der Satz von Stolz-Cesàro.
Die Regel ist nach Guillaume François Antoine, Marquis de L’Hospital (1661–1704) benannt. L’Hospital veröffentlichte sie 1696 in seinem Buch Analyse des infiniment petits pour l’intelligence des lignes courbes, dem ersten Lehrbuch der Differentialrechnung. Er hatte sie aber nicht selbst entdeckt, sondern von Johann I Bernoulli gekauft. Aus diesem Grund spricht man auch von der Regel von Bernoulli-de L’Hospital.

## Anwendung
Die Regel von de L’Hospital erlaubt es in vielen Fällen, den Grenzwert von Funktionen selbst dann noch zu bestimmen, wenn deren Funktionsterm beim Erreichen der betreffenden Grenze einen unbestimmten Ausdruck wie etwa
{\displaystyle {\frac {0}{0}},\quad 0\cdot \infty ,\quad \infty -\infty ,\quad {\frac {\infty }{\infty }},\quad 0^{0},\quad \infty ^{0},\quad 1^{\infty }}
liefert. Alle Anwendungen der Regel lassen sich dabei auf die Grundaufgabe zurückführen, den Grenzwert {\displaystyle \textstyle \lim _{x\to x_{0}}{\frac {f(x)}{g(x)}}} zu bestimmen, wenn {\displaystyle \textstyle \lim _{x\to x_{0}}{f(x)}} und {\displaystyle \textstyle \lim _{x\to x_{0}}{g(x)}} entweder beide null oder beide unendlich sind, der Quotient {\displaystyle {\tfrac {f(x_{0})}{g(x_{0})}}} also ein unbestimmter Ausdruck des Typs {\displaystyle {\tfrac {0}{0}}} oder {\displaystyle \pm {\tfrac {\infty }{\infty }}} ist. Die Regel von de L’Hospital besagt dann, dass, falls der Grenzwert {\displaystyle \textstyle \lim _{x\to x_{0}}{\frac {f'(x)}{g'(x)}}} existiert, dieser zugleich der Grenzwert {\displaystyle \textstyle \lim _{x\to x_{0}}{\frac {f(x)}{g(x)}}} sei, wobei {\displaystyle f'} und {\displaystyle g'} die ersten Ableitungen der Funktionen {\displaystyle f} und {\displaystyle g} sind.
Die Umkehrung der Regel dagegen gilt nicht: Daraus, dass der Grenzwert {\displaystyle \textstyle \lim {\tfrac {f(x)}{g(x)}}} existiert, folgt nicht zwingend, dass auch {\displaystyle \textstyle \lim {\tfrac {f'(x)}{g'(x)}}} existiert. Liefert deshalb die Berechnung von {\displaystyle \textstyle \lim _{x\to x_{0}}{\tfrac {f'(x)}{g'(x)}}} zunächst einmal wieder einen unbestimmten Ausdruck, müssen Zähler- und Nennerterm erneut abgeleitet werden, bis sich schließlich, ggf. nach endlich vielen Wiederholungen, ein bestimmter Ausdruck ergibt.
Liefert die Ausgangsfunktion einen anderen als die oben genannten unbestimmten Ausdrücke {\displaystyle {\tfrac {0}{0}}} bzw. {\displaystyle \pm {\tfrac {\infty }{\infty }}}, z. B. {\displaystyle 0\cdot \infty } oder {\displaystyle \infty -\infty }, muss sie zuvor so umgeformt werden, dass sie die oben genannten Kriterien erfüllt, also als Quotient zweier Funktionen erscheint, die beide gleichzeitig null oder unendlich werden:
Beispiel 1{\displaystyle :\;0\cdot \infty }
{\displaystyle f(x)\cdot g(x)={\frac {f(x)}{\tfrac {1}{g(x)}}}={\frac {\phi (x)}{\psi (x)}}}
Beispiel 2{\displaystyle :\;\;\infty -\infty }
{\displaystyle f(x)-g(x)={\frac {1}{\tfrac {1}{f(x)}}}-{\frac {1}{\tfrac {1}{g(x)}}}={\frac {{\tfrac {1}{g(x)}}-{\tfrac {1}{f(x)}}}{\tfrac {1}{f(x)\cdot g(x)}}}={\frac {\phi (x)}{\psi (x)}}}

## Präzise Formulierung
Sei {\displaystyle I=({\tilde {x}}_{0},x_{0})} ein nichtleeres offenes Intervall und seien {\displaystyle f,\,g\colon I\to \mathbb {R} } differenzierbare Funktionen, die für {\displaystyle x\nearrow x_{0}} ({\displaystyle x} geht von unten gegen {\displaystyle x_{0}}) beide gegen 0 konvergieren oder beide bestimmt divergieren.
Wenn {\displaystyle g'(x)\neq 0} für alle {\displaystyle x\in I} gilt sowie {\displaystyle {\tfrac {f'(x)}{g'(x)}}} für {\displaystyle x\nearrow x_{0}} gegen einen Wert {\displaystyle c} konvergiert oder bestimmt divergiert, so tut dies auch {\displaystyle {\tfrac {f(x)}{g(x)}}}. Analoges gilt, wenn man {\displaystyle x\nearrow x_{0}} überall durch {\displaystyle x\searrow {\tilde {x}}_{0}} ({\displaystyle x} geht von oben gegen {\displaystyle {\tilde {x}}_{0}}) ersetzt.
Ist {\displaystyle I} eine echte Teilmenge eines offenen Intervalls, auf dem die genannten Voraussetzungen erfüllt sind, dann gilt also insbesondere
{\displaystyle \lim _{x\to x_{0}}{\frac {f'(x)}{g'(x)}}=c~\Rightarrow ~\lim _{x\to x_{0}}{\frac {f(x)}{g(x)}}=c}.
Der Satz gilt auch für uneigentliche Intervallgrenzen {\displaystyle x_{0}=\pm \infty }.

### Beweisskizze
Im Fall {\displaystyle \lim _{x\to x_{0}}f(x)=\lim _{x\to x_{0}}g(x)=0} lassen sich die Funktionen {\displaystyle f} und {\displaystyle g} an der Stelle {\displaystyle x_{0}} durch {\displaystyle f(x_{0})=g(x_{0})=0} stetig fortsetzen. Der Satz lässt sich damit auf den erweiterten Mittelwertsatz zurückführen, nach dem unter den gegebenen Voraussetzungen für jedes {\displaystyle x\in I} ein {\displaystyle \xi } zwischen {\displaystyle x} und {\displaystyle x_{0}} existiert, sodass
{\displaystyle {\frac {f'(\xi )}{g'(\xi )}}={\frac {f(x_{0})-f(x)}{g(x_{0})-g(x)}}={\frac {f(x)}{g(x)}}}.
Mit dem Grenzübergang {\displaystyle x\nearrow x_{0}} folgt die Behauptung.
Durch Variablentransformation {\displaystyle x\mapsto {\tfrac {1}{x-x_{0}}}} lässt sich der Satz auf den uneigentlichen Fall erweitern.

## Anschauliche Erklärung

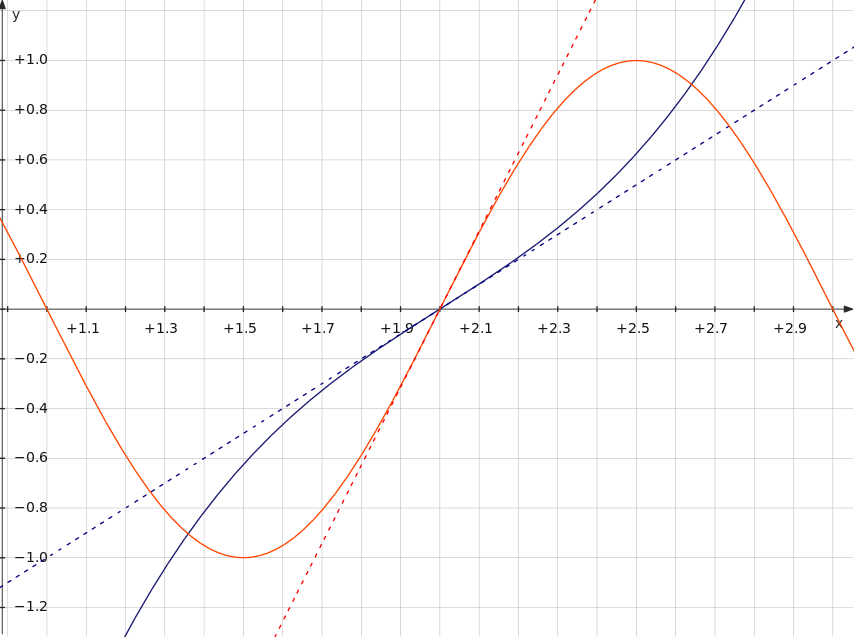
Näherung zweier Funktionen (durchgezogen) durch ihre Tangenten (gestrichelt)

Die Regel von de L’Hospital beruht ihrem Prinzip nach darauf, dass jedes an einer Stelle {\displaystyle x_{0}} differenzierbare Funktionspaar {\displaystyle f} und {\displaystyle g} sich damit ebenda auch durch ihr dortiges Tangentenpaar annähern lässt, dessen Gleichungen sich in allgemeinster Form (mit {\displaystyle x_{0}} als Parameter) wie folgt formulieren lassen:
{\displaystyle f_{T}(x|x_{0})=f'(x_{0})\cdot (x-x_{0})+f(x_{0})} und
{\displaystyle g_{T}(x|x_{0})=g'(x_{0})\cdot (x-x_{0})+g(x_{0}).}
In der Konsequenz muss Gleiches dann auch für den Quotienten {\displaystyle f/g} beider Funktionen gelten, d. h., auch dieser sich für {\displaystyle x\to x_{0}} durch den Quotienten {\displaystyle f_{T}(x|x_{0})/g_{T}(x|x_{0})} annähern lassen:
{\displaystyle {\frac {f(x)}{g(x)}}\approx {\frac {f_{T}(x|x_{0})}{g_{T}(x|x_{0})}}={\frac {f'(x_{0})\cdot (x-x_{0})+f(x_{0})}{g'(x_{0})\cdot (x-x_{0})+g(x_{0})}}} für {\displaystyle x\to x_{0}}.
Werden in diesem Quotienten die beiden Konstanten {\displaystyle f(x_{0})} und {\displaystyle g(x_{0})} gleichzeitig Null, vereinfacht er sich, wie nachstehend gezeigt, sukzessive zur gesuchten Näherung:
{\displaystyle {\frac {f(x)}{g(x)}}\approx {\frac {f_{T}(x|x_{0})}{g_{T}(x|x_{0})}}={\frac {f'(x_{0})\cdot (x-x_{0}){\xcancel {+f(x_{0})}}}{g'(x_{0})\cdot (x-x_{0}){\xcancel {+g(x_{0})}}}}={\frac {f'(x_{0}){\xcancel {\cdot (x-x_{0})}}}{g'(x_{0}){\xcancel {\cdot (x-x_{0})}}}}={\frac {f'(x_{0})}{g'(x_{0})}}} für {\displaystyle x\to x_{0}}.
Vorausgesetzt, dass {\displaystyle f} und {\displaystyle g} an der Stelle {\displaystyle x_{0}} gleichzeitig Null werden, kann ihr Quotient {\displaystyle f(x_{0})/g(x_{0})} also ebenda gleich gut durch den Quotienten {\displaystyle f'(x_{0})/g'(x_{0})} ersetzt werden:
{\displaystyle f(x_{0})=0\wedge g(x_{0})=0\quad \Rightarrow \quad {\frac {f(x_{0})}{g(x_{0})}}\approx {\frac {f'(x_{0})}{g'(x_{0})}}.}

## Anwendungsbeispiele

### Grenzübergang fürx0= 0
Zu untersuchen ist die Konvergenz bzw. Divergenz von {\displaystyle {\tfrac {\cos(x)-1}{\tan(x)}}} für {\displaystyle x\to 0}.
Dazu setzt man {\displaystyle f(x):=\cos(x)-1} und {\displaystyle g(x):=\tan(x)}.
Es gilt:
{\displaystyle \lim _{x\to 0}{f(x)}=0} und {\displaystyle \lim _{x\to 0}{g(x)}=0}.
Falls {\displaystyle {\tfrac {f'(x)}{g'(x)}}} für {\displaystyle x\rightarrow 0} konvergiert oder bestimmt divergiert, darf die Regel von de L’Hospital angewandt werden.
Nun gilt:
{\displaystyle {\frac {f'(x)}{g'(x)}}={\frac {-\sin(x)}{\frac {1}{\cos ^{2}(x)}}}=-\sin(x)\cos ^{2}(x)\rightarrow 0} für {\displaystyle x\rightarrow 0}.
Somit ist die hospitalsche Regel anwendbar.
Mit dieser folgt die Existenz von {\displaystyle \textstyle \lim _{x\to 0}{\frac {\cos(x)-1}{\tan(x)}}} mit Wert 0.

### Grenzübergang im Unendlichen
Zu untersuchen ist die Konvergenz bzw. Divergenz von {\displaystyle {\tfrac {\sqrt {x}}{\ln(x)}}} für {\displaystyle x\to \infty }. Man setzt {\displaystyle f(x):={\sqrt {x}}} und {\displaystyle g(x):=\ln(x)}. Es muss {\displaystyle \textstyle \lim _{x\to \infty }{g(x)}=\infty } gelten.
Falls {\displaystyle {\tfrac {f'(x)}{g'(x)}}} für {\displaystyle x\rightarrow \infty } konvergiert oder bestimmt divergiert, dürfte die Regel von de L’Hospital angewandt werden. Nun gilt
{\displaystyle {\frac {f'(x)}{g'(x)}}={{\frac {1}{2{\sqrt {x}}}} \over {\frac {1}{x}}}={\frac {\sqrt {x}}{2}}\rightarrow \infty } für {\displaystyle x\rightarrow \infty },
das heißt, {\displaystyle \textstyle \lim _{x\rightarrow \infty }{\frac {f'(x)}{g'(x)}}=\infty } existiert als uneigentlicher Grenzwert. Daher darf die hospitalsche Regel angewandt werden. Aus ihr folgt der uneigentliche Grenzwert
{\displaystyle \lim _{x\to \infty }{\frac {\sqrt {x}}{\ln(x)}}=\infty }.

## Warnbeispiele

### Beachtung der Voraussetzungen
Sei {\displaystyle \ f(x):=\sin x+2x} und {\displaystyle \ g(x):=\cos x+2x}. Für {\displaystyle x\to \infty } liegt der Fall {\displaystyle {\frac {\infty }{\infty }}} vor.
Die Regel von de L’Hospital kann aber nicht angewandt werden, denn {\displaystyle {\frac {f'(x)}{g'(x)}}={\frac {\cos x+2}{-\sin x+2}}} ist für {\displaystyle x\to \infty } unbestimmt divergent, da eine periodische Funktion vorliegt. Trotz des Versagens der hospitalschen Regel konvergiert {\displaystyle {\frac {f(x)}{g(x)}}} für {\displaystyle x\rightarrow \infty }. Es ist nämlich {\displaystyle \lim _{x\rightarrow \infty }{\frac {f(x)}{g(x)}}=\lim _{x\rightarrow \infty }\left(1+{\frac {\sin x-\cos x}{\cos x+2x}}\right)=1}.

### Landau-Kalkül
Wenn man den Grenzwert {\displaystyle \lim _{x\rightarrow x_{0}}{\tfrac {f(x)}{g(x)}}} berechnen möchte und die Taylorentwicklung von Nenner und Zähler um {\displaystyle x_{0}} kennt, ist es oft einfacher, den Grenzwert über den Landau-Kalkül zu bestimmen, als mehrfach die Regel von de L’Hospital anzuwenden.
So gilt beispielsweise {\displaystyle {\frac {\sin x-x}{x(1-\cos x)}}={\frac {-{\frac {1}{6}}x^{3}+{\mathcal {O}}(x^{5})}{x({\frac {x^{2}}{2}}+{\mathcal {O}}(x^{4}))}}={\frac {-{\frac {1}{6}}+{\mathcal {O}}(x^{2})}{{\frac {1}{2}}+{\mathcal {O}}(x^{2})}}\rightarrow -{\frac {1}{3}}} für {\displaystyle x\rightarrow 0}.

## Verallgemeinerungen
Die Regel lässt sich auch für Funktionen mit komplexen Variablen formulieren. Seien {\displaystyle f} und {\displaystyle g} zwei in {\displaystyle D} holomorphe Funktionen, welche an der Stelle {\displaystyle a\in D} dieselbe Nullstellenordnung {\displaystyle k} haben. Dann gilt
{\displaystyle \lim _{z\to a}{\frac {f(z)}{g(z)}}={\frac {f^{(k)}(a)}{g^{(k)}(a)}}}.